# Kyrie (Mr. Mister)
Kyrie è un singolo del gruppo musicale statunitense Mr. Mister, il secondo estratto dall'album Welcome to the Real World. Pubblicato nel tardo 1985, raggiunse il primo posto della Billboard Hot 100 nel marzo 1986, mantenendolo per due settimane consecutive.

## Composizione
Il testo del brano è stato composto dal paroliere John Lang, che ha co-scritto tutte le canzoni negli album dei Mr. Mister. La musica è stata composta da Richard Page e Steve George mentre erano in tour con Adam Ant.
L'espressione Kyrie, eleison significa Signore, pietà in lingua greca, ed è parte di molti riti liturgici nell'Europa occidentale. Secondo quanto dichiarato da Page, l'intera canzone è essenzialmente una preghiera.
Il videoclip della canzone è stato diretto da Nick Morris e girato mentre la band si trovava in tour con Tina Turner nell'autunno del 1985.

## Nella cultura di massa
La canzone è stata utilizzata nei film Il calamaro e la balena (2005), Adventures of Power (2008) e C'era una volta un'estate (2013).

## Tracce[5]
7" single
1. Kyrie (versione singolo) – 4:10
2. Run to Her – 3:36

12" single
1. Kyrie (versione album) – 4:24
2. Run to Her – 3:36
3. Hunters of the Night – 5:07

La versione utilizzata per il singolo si conclude con la frase "Kyrie, eleison, down the road that I must travel" recitata a cappella, assente nella versione inclusa nell'album.

## Classifiche
| Classifica (1986)                | Posizione massima |
| -------------------------------- | ----------------- |
| Australia                        | 11                |
| Austria                          | 5                 |
| Belgio (Fiandre)                 | 7                 |
| Canada                           | 1                 |
| Germania                         | 7                 |
| Irlanda                          | 6                 |
| Norvegia                         | 1                 |
| Nuova Zelanda                    | 30                |
| Paesi Bassi                      | 7                 |
| Regno Unito                      | 11                |
| Stati Uniti                      | 1                 |
| Stati Uniti (mainstream rock)    | 1                 |
| Stati Uniti (adult contemporary) | 11                |
| Svezia                           | 6                 |
| Svizzera                         | 3                 |